# Старка Володимир Васильович
Володимир Васильович Старка (нар. 14 травня 1980, м. Тернопіль, Україна) — український історик, доктор історичних наук (2019). Член Національної спілки краєзнавців України, всеукраїнської спілки істориків-аграріїв.

## Життєпис
Володимир Старка народився 14 травня 1980 року у місті Тернополі, нині Тернопільської громади Тернопільського району Тернопільської области України.
Закінчив Тернопільську загальноосвітню школу № 23, історичний факультет Тернопільського національного педагогічного університету імені Володимира Гнатюка (2002). Відтоді в цьому ВНЗ: технік третьої категорії держбюджетної катедри стародавньої та середньовічної історії (2002); асистент (2005) та доцент (2012) катедри історії України; заступник декана історичного факультету (2015—2016).
Учасник міжнародного наукового проекту «Людина, віра, культура».

## Доробок
Автор та співавтор наукових публікацій, у т. ч. монографій:
- «Повсякденне життя західноукраїнського села в умовах суспільних трансформацій 1939–1953 рр.» (2019)[2],
- «Курс лекцій з історії України ХХ — початку ХХІ століття. У двох частинах. Частина І. (поч. ХХ ст. — 1939 р.; 2010)»[3],
- «Податки і повинності в галицькому селі (кінець XVIII — середина ХХ ст.; 2016)»[4],
- «Західноукраїнські селяни в умовах суспільно-економічних трансформацій середини 1930-х — 1950-х рр. Усна історія»[5].